# Andrés Rentería
Andrés Yair Rentería Morelo (Medellín, 1993. március 6. –), ismert nevén Andrés Rentería, kolumbiai labdarúgó, a mexikói Santos Laguna középpályása. A Santos csapatával egyszeres mexikói bajnok (2015 Clausura).